# Полянецкое (Одесская область)
Полянецкое (укр. Полянецьке) — село, относится к Савранскому району Одесской области Украины.
Население по переписи 2001 года составляло 1568 человек. Почтовый индекс — 66223. Телефонный код — 4865. Занимает площадь 4,87 км². Код КОАТУУ — 5124383201.
В селе родился, жил, умер и был похоронен Герой Советского Союза Терентий Мороз.